# 遠山方景 (政治家)
遠山 方景（とおやま ほうけい、1876年〈明治9年〉5月 - 1956年〈昭和31年〉1月14日）は、昭和前期の政治家。長野県飯田市長。

## 来歴
長野県下伊那郡平岡村（現天龍村）で、遠山勝の長男として生まれた。1920年（大正9年）家督を相続。郵便局長を務め、憲政派として活動した。1935年（昭和10年）補欠選挙で長野県会議員に選出され3期在任した。1941年（昭和16年）3月11日、飯田市長に推挙された。同年10月から1944年（昭和19年）5月まで第35代県会副議長を務めた。その他、長野県参事会員、信濃時事新聞社長、信州合同新聞副社長などにも在任した。
市長在任中には1941年10月に全国に先駆けて健康保険組合を設立し、1942年（昭和17年）に道路整備、下水の浚渫を市内全域に実施する一方、飯田市民決起集会や、全市総合訓練の実施などを行い、1943年（昭和18年）には自治振興模範都市に指定されるなど戦時体制へ積極的に協力した。公職追放により1946年（昭和21年）11月21日に退職を余儀なくされた。